# قصبة هوائية
القصبة الهوائية أو الرُغامى (باللاتينية: Trachea) هي ممر يوجد في الجهاز التنفسي، ويحمل الهواء بين الرئتين والممرات التنفسية العليا. قطر القصبة الهوائية عند الإنسان 2.5 سم، وطوله 13 سم تقريباً. تنقسم القصبة الهوائية لنصفين، الأول يقع في العنق والآخر في الصدر. يوجد عدد من الغضاريف التي تساعد على الحفاظ على فتحة الرغامى. في النهاية تتشعب القصبة الهوائية لقصبتين رئيسيتن يذهب كل منهما إلى إحدى الرئتين حيث يصل الهواء.
عبارة عن أنبوب إسطواني الشكل، وتبدأ عند مستوى الفقرة الرقبية السادسة أمام الغضروف الحلقي (الفتخي) cricoid cartilage، والحلقات الغضروفية غير مكتملة من الخلف، فهي على شكل حدوة الفرس، فتحتها للخلف حيث تتكون هذه الفتحة من ألياف عضلية ملساء تستطيع ان تضغط بخفة على كتلة الطعام الموجودة في المريء فتعطي الشعور بصعوبة البلع.
سطحها الداخلي مبطن بغشاء مخاطي تنفسي، ومزود بأهداب متذبذبة، من الأسفل للأعلى فتعمل على طرح وإخراج الإفرازات المخاطية من داخلها.
و عند مستوى الفقرة الصدرية الخامسة تتفرع إلى فرعين هما القصبة الهوائية اليمنى واليسرى.
يحيط بها من الخلف المريء ومن الامام في الرقبة برزخ الغدة الدرقية وفي الصدر الغدة الزعترية والاوعية الدموية.
```
تتطور القصبة الهوائية في الشهر الثاني من التطور الجنيني. تتبطن بنسيج طلائي يحتوي على خلايا كأسية والتي تنتج الخلايا الميوسينية الواقية. يمكن أن تؤدي الحالة الإلتهابية، والتي تشمل أيضاً الحنجرة والشعب الهوائية، والتي تسمى الخانوق إلى حدوث سعال شبيه بالنباح. وغالباً ما يتم إجراء ثقب للقصبة الهوائية من أجل التهوية في العمليات الجراحية عند الحاجة. يتم أيضاً إجراء التنبيب لنفس السبب عن طريق إدخال أنبوب في القصبة الهوائية. منذ عام 2008، أجريت العمليات الجراحية التجريبية لزرع قصبة هوائية نامية من الخلايا الجذعية، وأنابيب هوائية اصطناعية؛ ومع ذلك، لا توجد حاليًا طريقة ناجحة لهذه الطريقة من الزرع، ولا يزال تطوير مثل هذه الطريقة أمر شاق نظريًا.
[
4
]
[
5
]
```

## وظائف القصبة الهوائية
- تتمدد أثناء البلع لتعمل على إعادة الحَـنْجَـرَة إلى وضعية الراحة بعد أن تكون قد ارتفعت أثناء البلع.
- البقاء مفتوحة بفضل الغضروف الشفاف حتى لا تنخمص أثناء الشهيق.
- تغير حجم الحلقات الغضروفية حسب الحاجة، فعند السعال تتسع بمعدل 30% بفعل ضغط الهواء على جدرانها.
- طرح وإخراج الإفرازات المخاطية بفضل الاهداب المتذبذبة.

## التكوين

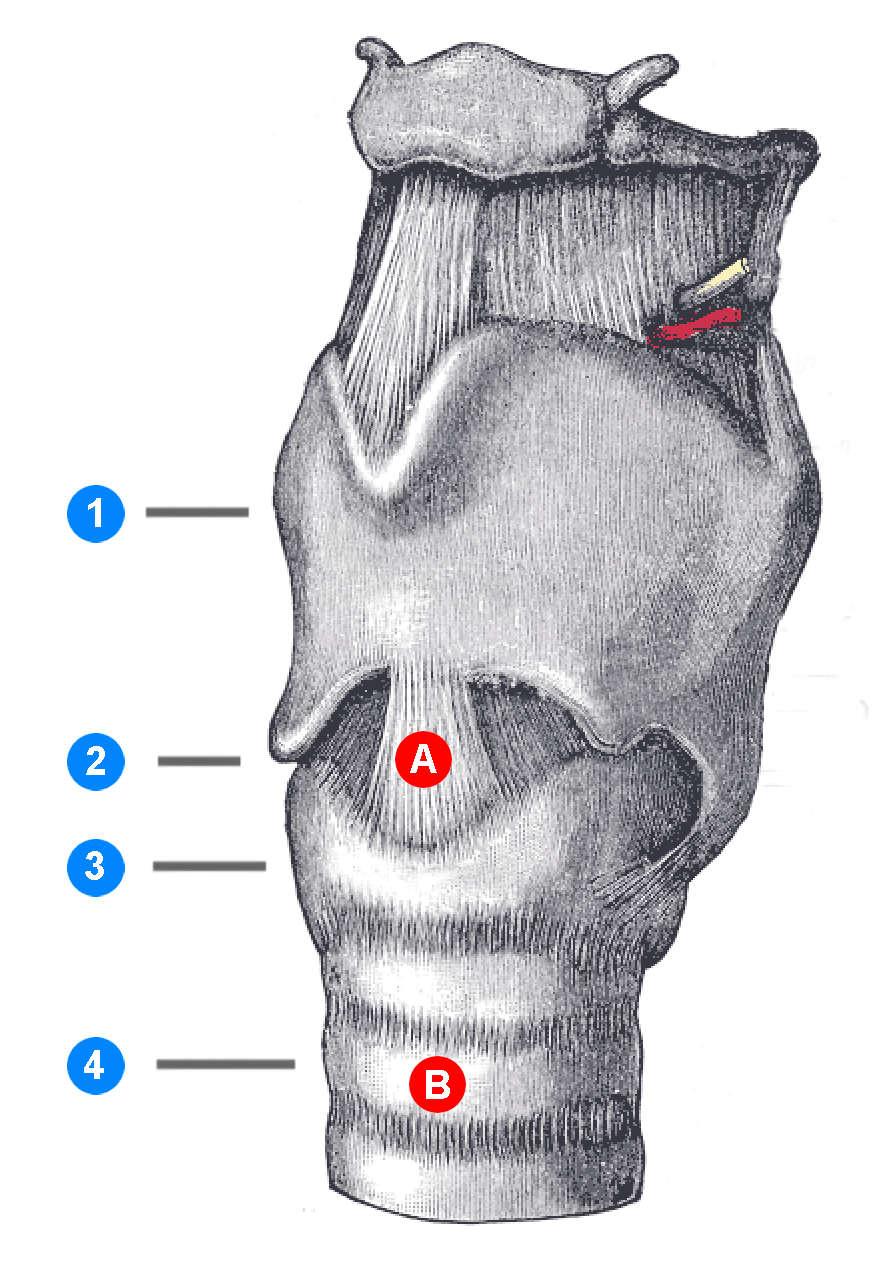
(1) الغضروف الدرقي
(2) الرباط الحلقي الدرقي
(3) الغضروف الحلقي
(4) القصبة الهوائية
(A) موضع بضع الغضروف الحلقي الدرقي (جراحة)
(B) موضع ثقب القصبة الهوائية (جراحة)

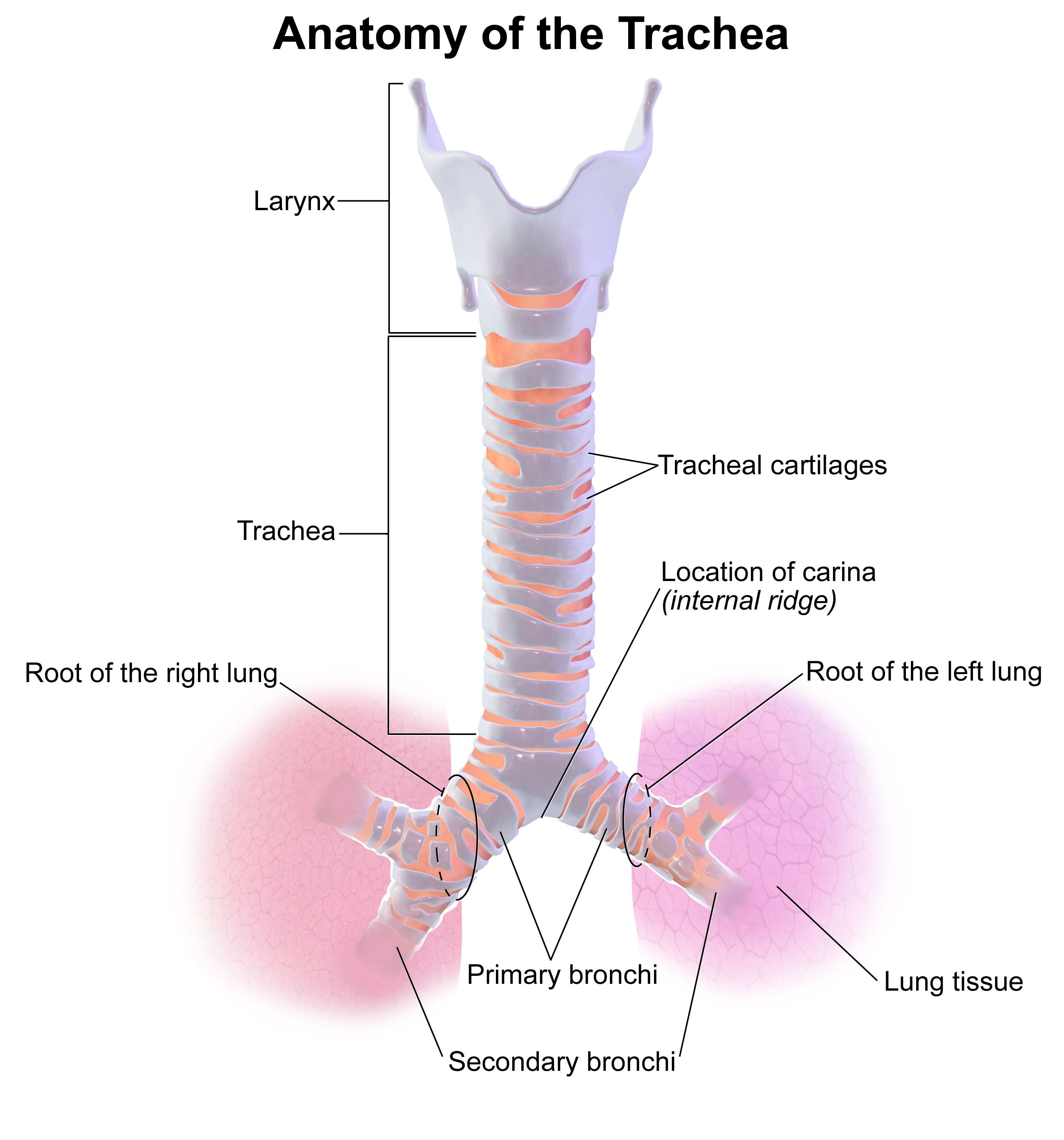

يبلغ القطر الداخلي للقصبة الهوائية للإنسان حوالي 1.5 إلى 2 سم (0.6 إلى 0.8 بوصة) ويبلغ طولها حوالي 10 إلى 11 سم (4 بوصة). تبدأ عند قاع الحنجرة، وتنتهي عند سهم القَصّ، وهي النقطة التي تتفرع عندها القصبة الهوائية إلى القصبتين الرئيستين اليسرى واليمنى. تبدأ القصبة الهوائية في مستوى الفقرة العنقية السادسة، ويوجد سهم القص عند مستوى الفقرة الصدرية الخامسة (T5)، في مقابل الزاوية القصية ويمكن تموضعها حتى فقرتين أسفل أو أعلى، اعتمادًا على التنفس.
تحاط القصبة الهوائية بحلقات الغضروف الزجاجي. هذه الحلقات تكون غير مكتملة وعلى شكل حرف C- . يتصل الغضروف الحلقي مع حلقة القصبة الهوائية الأولى في الجزء العلوي من القصبة الهوائية ويعمل بمثابة قاعدة للحنجرة. يوجد إجمالا من خمسة عشر إلى عشرون حلقة، منفصله عن بعضها بمسافات ضيقة. وهي تعزز المقدمة والجانبين من القصبة الهوائية لحماية والإبقاء على مجرى الهواء.
يقع أمام الحلقات النسيج الضام والجلد. العديد من التكوينات الأخرى تمر أو تستقر عليها؛ القوس الوداجي، الذي يجمع الوريدين الوداجيين الأماميين، يقع أمام الجزء العلوي من القصبة الهوائية. تمتد كلا من عضلتي القصية اللامية والقصية الدرقية على طولها، وتقع الغدة الدرقية تحت هذا؛ مع برزخ الغدة يغطي الحلقات الثانية إلى الرابعة.
حلقة القصبة الهوائية الأولى أوسع من بقية الحلقات، وغالبا ما تنقسم في إحدى نهايتها. وهي تتصل بواسطة الرباط الحلقي الرغامي مع الحد السفلي من الغضروف الحلقي، وأحيانا ما يتشابك مع الغضروف التالي من الأسفل. الغضروف الأخير يكون سميكًا وعريضًا في الوسط، يرجع ذلك إلى أن حده السفلي يستطيل إلى بروز مثلث الشكل (معقوف)، والذي ينحني إلى أسفل وإلى الخلف بين القصبتين. وينتهي على كل جانب في حلقة غير كاملة تحيط بالقصبات. الغضروف قبل الأخير أوسع إلى حد ما في مركزه من بقية الغضاريف. [بحاجة لمصدر]
غالبًا ما يتحد اثنان أو أكثر من الغضاريف، جزئيًا أو كليًا، أحيانًا ما تتشعب عند أطرافها. الحلقات بشكل عام عالية المرونة ولكنها قد تتكلس مع التقدم في السن.
تجمع عضلة القصبة الهوائية بين أطراف الحلقات غير المكتملة وتنقبض أثناء السعال، مما يقلل من حجم تجويف القصبة الهوائية لزيادة معدل تدفق الهواء. يقع المريء خلف القصبة الهوائية، متلاصقان على طول الشريط الرغامي المريئي. الأربطة الأفقية الدائرية من الأنسجة الليفية والتي تدعى الأربطة الحلقية للقصبة الهوائية تجمع حلقات القصبة الهوائية معاً. الحلقات الغضروفية غير مكتملة لتسمح للقصبة الهوائية بالانحسار بشكل طفيف حتى يتسنى للطعام المرور عبر المريء. يغلق لسان المزمار الشبيه بالرفرف الفتحة إلى الحنجرة أثناء البلع لمنع المادة المبتلعة من دخول القصبة الهوائية.

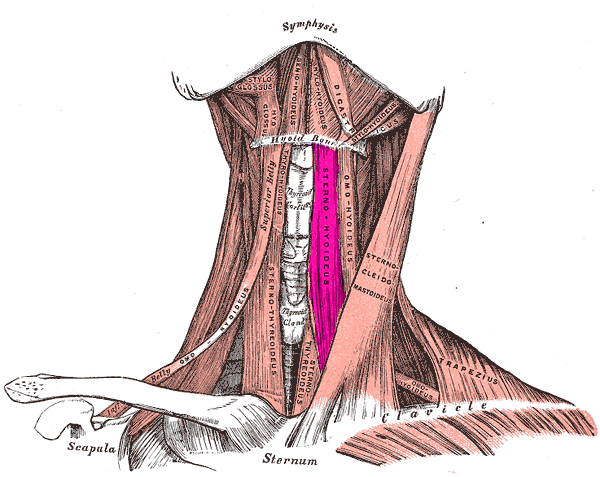
تقع كلا من العضلة القصية اللامية والعضلة القصية الدرقية في قمة الجزء العلوي من القصبة الهوائية
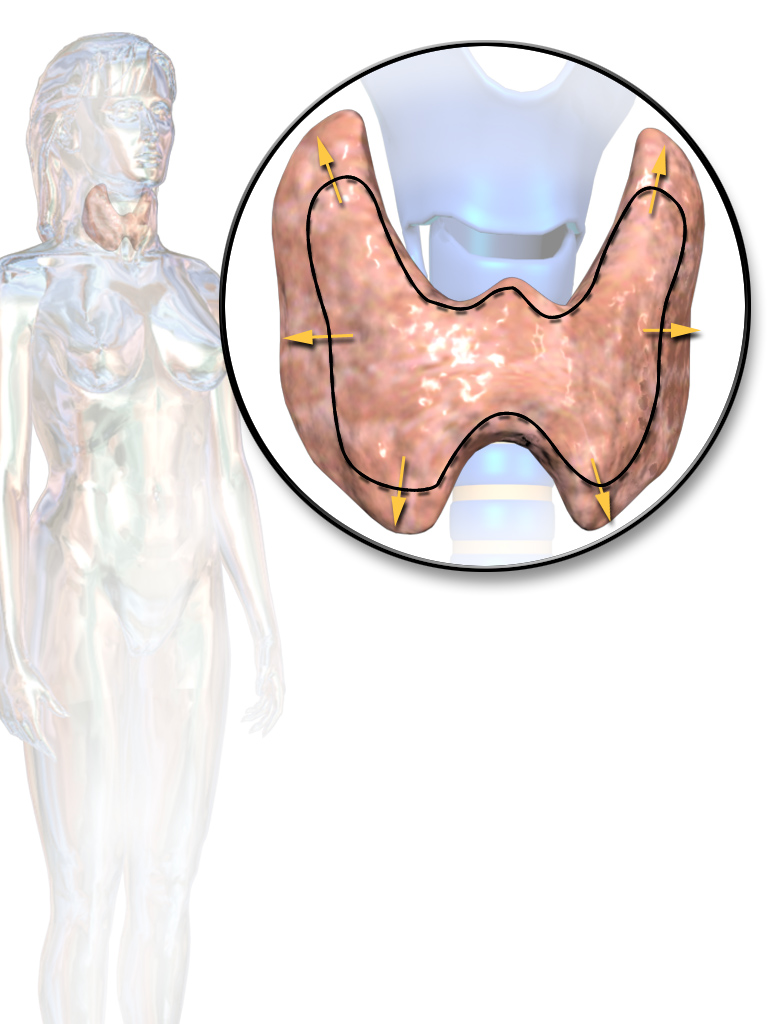
تقع الغدة الدرقية أيضا على قمة القصبة الهوائية وتقع تحت الغضروف الحلقي. يقع برزخ الغدة الدرقية، الذي يربط بين الجناحين، مباشرة في الأمام، في حين أن الجناحين يقعان في الأمام ويمتدان إلى الجانبين.

## التطور
في الأسبوع الرابع من التطور الجنيني البشري عندما ينمو برعم التنفس، تنفصل القصبة الهوائية عن المعي الأمامي من خلال تكوين حواف رغامية مريئية والتي تندمج لتشكل حاجز رغامي مريئي وهذا يفصل القصبة الهوائية في المستقبل عن المريء ويقسم أنبوب المعي الأمامي إلى أنبوب حنجري رغامي. قبل نهاية الأسبوع الخامس، تبدأ القصبة الهوائية في التطور من الأنبوب الحنجري الرغامي الذي يتطور من التّلم الحنجري الرغامي. الجزء الأول من المنطقة الرأسية للأنبوب يشكل الحنجرة، والجزء التالي يشكل القصبة الهوائية.
القصبة الهوائية لا يزيد قطرها عن 4 مليميتر خلال السنة الأولى من العمر، ثم تتسع إلى قطرها البالغ في مرحلة الطفولة المتأخرة. القصبة الهوائية تكون أكثر حركة وأكثر تغيرًا في الطول وأعمق وأصغر في الأطفال.

## علم الأنسجة

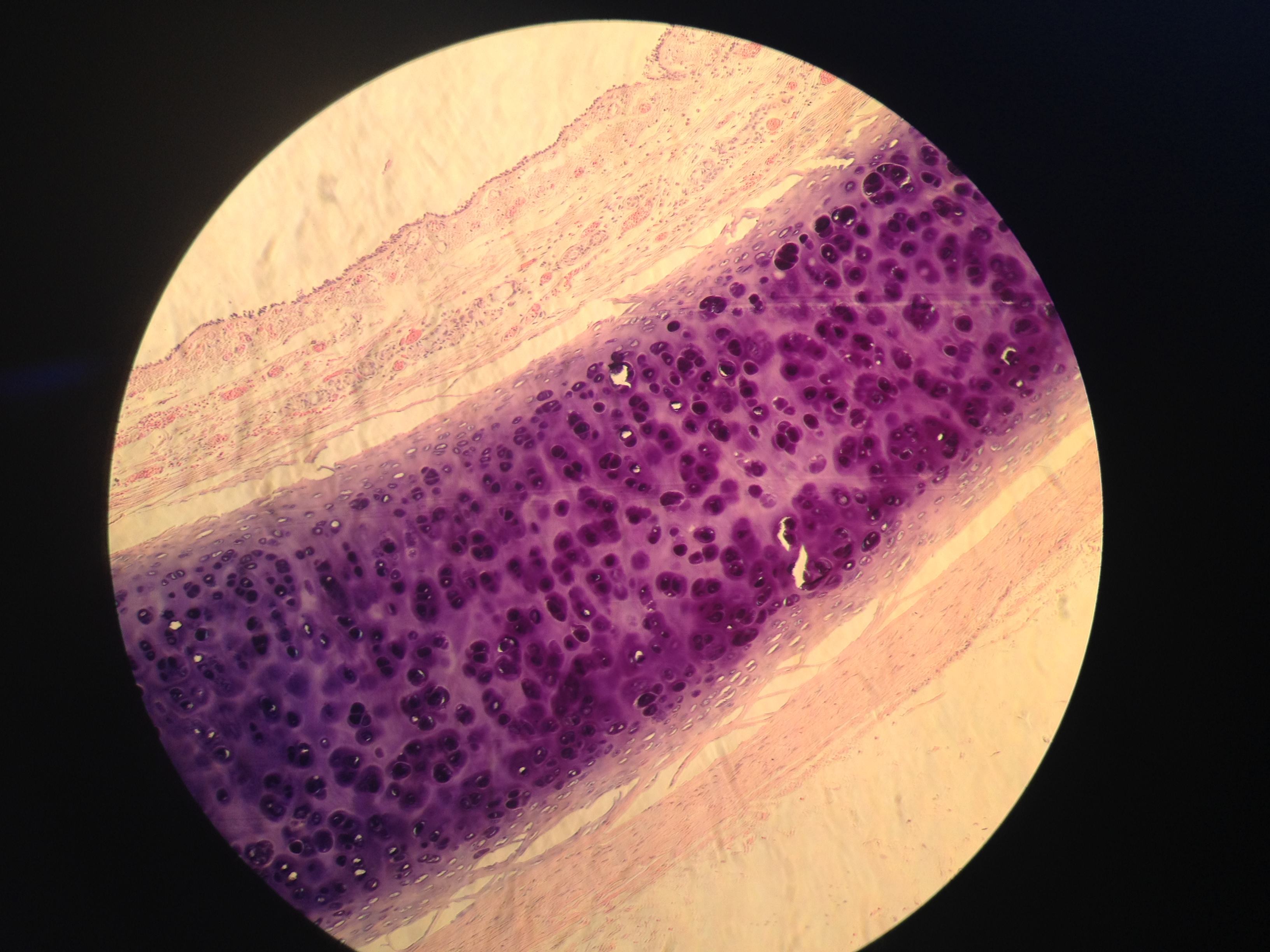
10 X Photograph of a histological sample of a human trachea coloured with H&E stain

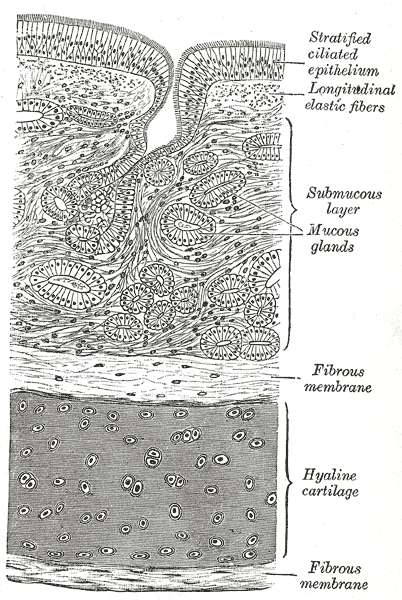
مقطع عرضي

تبطن القصبة الهوائية بطبقة من نسيج طلائي عمادي طبقي كاذب. يحتوي النسيج على خلايا كأسية، وهي خلايا غُدية بسيطة عمادية معدّلة، تنتج الخلايا الميوسينية، وهي المكون الرئيسي للمخاط. يساعد المخاط على ترطيب مجاري الهواء وحمايتها. يبطن المخاط الخلايا الهدبية في القصبة الهوائية لجذب الجسيمات الأجنبية المستنشقة، والتي تدفعها الأهداب بعد ذلك إلى أعلى تجاه الحنجرة ثم البلعوم حيث يمكن ابتلاعها في المعدة أو طردها من البلغم. يطق على هذه الآلية للتطهير الذاتي اسم التطهير المخاطي الهدبي.

## الأهمية الإكلينيكية

### الالتهاب
يعرف التهاب القصبة الهوائية باسم التهاب الرغامي (بالإنجليزية:tracheitis). عندما تلتهب القصبة الهوائية وكذلك الحنجرة والشعب الهوائية، يعرف هذا باسم الخانوق، والذي غالباً ما يسبب سعالاً مميزاً يشبه النباح.

### التنبيب
يشير تنبيب الرغامي إلى إدخال قسطرة إلى داخل القصبة الهوائية. يتم هذا الإجراء بشكل شائع أثناء الجراحة، من أجل ضمان حصول الشخص على كمية كافية من الأكسجين عند تخديره. تتصل القسطرة بجهاز يقوم بمراقبة تدفق الهواء والأكسجين والعديد من المقاييس الأخرى. وهذه عادة ما تكون إحدى مسؤوليات طبيب التخدير خلال الجراحة. يعد الأخدود اللسان مزماري معلماً تشريحياً هاماً للقيام بهذا الإجراء.
في حالات الطوارئ، أو عندما يعتبر التنبيب الرغامي مستحيلا، عادة ما يتم إجراء بضع/ ثقب القصبة الهوائية لإدخال أنبوب للتهوية، عادة عند الحاجة لإجراء أنواع معينة من الجراحات من أجل الإبقاء على مجرى الهواء مفتوحًا. ويسمى توفير الفتحة عبر بضع القصبة الهوائية بعملية فغر الرغامي (بالإنجليزية:tracheostomy). يتم استخدام طريقة أخرى أقل نفاذية عندما يمكن القيام بإجراء أسرع، أو في حالة الطوارئ، وهو ما يسمى بالبضع الحلقي الدرقي (بالإنجليزية: cricothyrotomy).

### اضطرابات خلقية

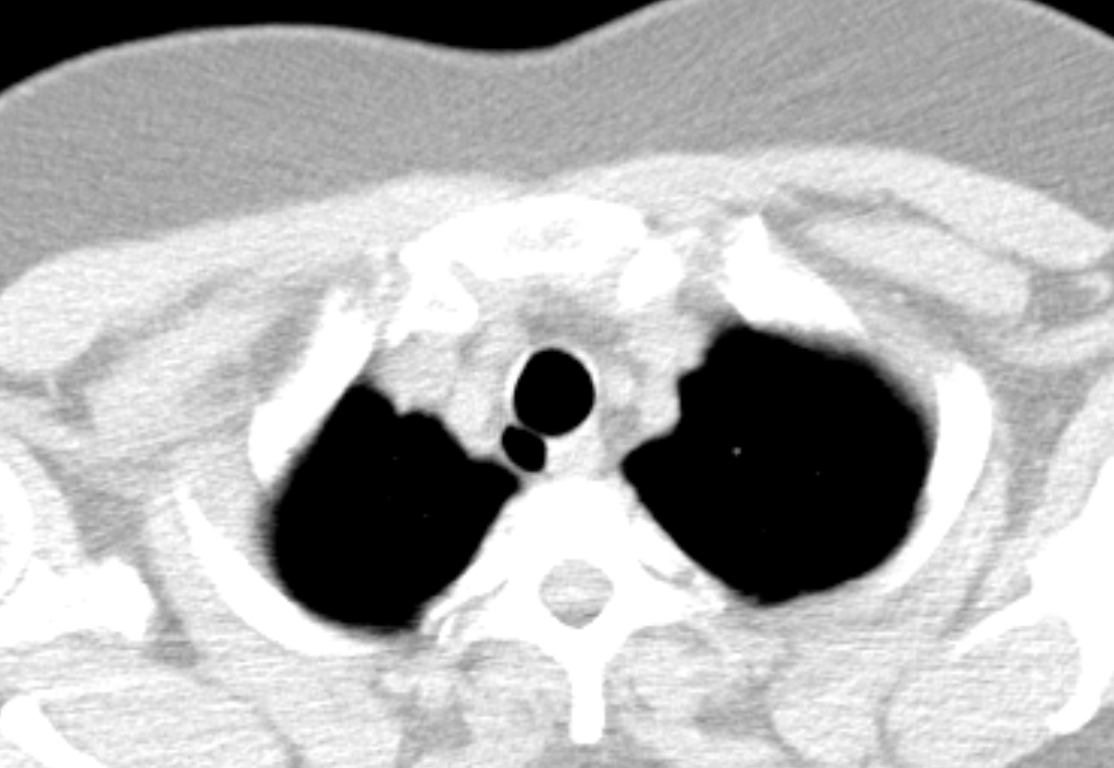
رِتج الرغامي كما يظهر في التصوير المقطعي المحوري

عدم تكون القصبة الهوائية، هو عيب خلقي نادر حيث تفشل القصبة الهوائية في التكوّن. يكون العيب على الأغلب مميت على الرغم من أن التدخل الجراحي كان ناجحًا في بعض الأحيان.
ناسور رغامى مريئي: هو عيب خلقي حيث يكون كلا من القصبة الهوائية والمريء متصلان بشكل غير طبيعي.
في بعض الأحيان كتنوع تشريحي يتم تشكيل واحدة أو أكثر من حلقات القصبة الهوائية بشكل مكتمل. هذه الحلقات ذات الشكل O تكون أصغر من حلقات شكل c الطبيعية، ويمكن أن تسبب ضيق في القصبة الهوائية مما يؤدي إلى صعوبات في التنفس. يمكن إجراء عملية تسمى رأب القصبة الهوائية الشريحي حيث تفتح الحلقات ثم تعيد جمعها باعتبارها حلقات أوسع مُقصّرة بذلك من طول القصبة الهوائية. يقال إن عملية رأب القصبة الهوائية الشريحي هي أفضل خيار في علاج ضيق القصبة الهوائية.
متلازمة مونير- كوهن هي اضطراب خلقي شديد الندرة حيث تكون القصبة الهوائية متسعة بشكل غير طبيعي.

### حالات أخرى
- الثقب الرغامي المريئي: هو ثقب يُنشأ جراحيا بين القصبة الهوائية والمريء في الشخص الذي حصل على استئصال الحنجرة الكلي (إزالة الحنجرة).الهدف من الثقب هو استعادة قدرة الشخص على الكلام بعد إزالة الأحبال الصوتية.

- تلين الرغامي (ضعف غضروف القصبة الهوائية)

1. انهيار الرغامي (في الكلاب)

- الإصابة القصبية الشعبية (ثقب القصبة الهوائية أو الشعب الهوائية)
- الرأب الحنجري الغضروفي الذي يسمى عادةً بحلاقة القصبة الهوائية هو حلق الغضروف الحلقي من أجل تصغيره لتقليل بروز تفاحة آدم. وغالبًا ما يتم إجراؤه في جراحة المتحولين جنسيا.

## في حيوانات أخرى
بعد الإقرار بالاختلافات في طول الرقبة، فإن القصبة الهوائية في الثدييات الأخرى تشبه بشكل عام تلك الموجودة لدى الإنسان. وبكل عام هي أيضا مماثلة للقصبة الهوائية في الزواحف.

### في الفقاريات
- في الطيور، تمر القصبة الهوائية من البلعوم إلى أنبوب المصفار (الحنجرة السفلى)، التي تتشعب من عندها الشعب الرئيسية. يمتلك البجع قصبة هوائية طويلة بشكل غير اعتيادي، جزء منها ملفوف تحت عظمة القص. وهذا قد يعمل بمثابة رنّان لتضخيم الصوت. في بعض الطيور، تكون حلقات القصبة الهوائية مكتملة، وقد تكون متعظمة.[14]
- في البرمائيات، تكون القصبة الهوائية قصيرة جدا في حالتها الطبيعية، وتؤدي مباشرة إلى الرئتين بدون شعب أولية واضحة. ومع ذلك، توجد قصبة هوائية أطول في بعض السمندل ذي العنق الطويل، والضفادع الثعبانية. بينما توجد عقيدات غضروفية غير منتظمة على القصبة الهوائية البرمائية، إلا أنها لا تشكل الحلقات الموجودة في الرهليات.[14]

الفقاريات الوحيدة التي لها رئتان، ولكن ليس لها قصبة هوائية، هي السمكة الرئوية والبشير متعدد الزعانف، حيث تنشأ الرئة مباشرة من البلعوم.

### في اللافقاريات
تُستخدم كلمة «القصبة الهوائية» لتعريف عضو مختلف تماما في اللافقاريات عنه في الفقاريات. تمتلك الحشرات نظام تنفسي مفتوح يتكون من فتحات تنفسية والقصبة الهوائية والقصيبات لنقل الغازات الأيضية من وإلى الأنسجة. يمكن أن يختلف توزيع الفتحات التنفسية بشكل كبير بين العديد من مراتب الحشرات، ولكن بشكل عام يمكن لكل جزء من الجسم أن يحتوي على زوج واحد فقط من الفتحات التنفسية، يتصل كل منهما بالأذين ويمتلك أنبوب قصبي كبير نسبيا خلفه. القصبات الهوائية هي انغمادات من الهيكل الخارجي القشيري الذي يتفرع (يتشابك) في جميع أنحاء الجسم بأقطار من مجرد بضعة ميكرومترات حتى 0.8 مم. يحدث انتشار الأكسجين وثاني أكسيد الكربون عبر جدران أصغر الأنابيب، والتي تسمى القصيبات، وهي تخترق الأنسجة وحتى الخلايا الفردية المسننة. يمكن توصيل الغاز من خلال الجهاز التنفسي عن طريق التهوية الفعالة أو الانتشار السلبي. على عكس الفقاريات، لا تحمل الحشرات الأكسجين بشكل عام في الدم والليمف الخاص بها. وهذا هو أحد العوامل التي قد تقلل من حجمها.
قد يحتوي أنبوب القصبة الهوائية على حلقات محيطية من التغلظات الحلزونية شبيهة بالسلسلة في أشكال هندسية مختلفة مثل الحلقات أو الحلزونات. توفر التغلظات الحلزونية القوة والمرونة للقصبة الهوائية. في الرأس أو الصدر أو البطن، قد تكون القصبة الهوائية متصلة أيضا بحويصلات هوائية. العديد من الحشرات، مثل الجراد والنحل، التي تضخ بفعالية الحويصلات الهوائية في بطنها، لديها القدرة على التحكم في تدفق الهواء عبر أجسامها. في بعض الحشرات المائية، تتبادل القصبة الهوائية الغازات عبر جدار الجسم مباشرة، على شكل خيشوم، أو تعمل بشكل أساسي كطبيعة عن طريق درع. لاحظ أنه على الرغم من كونها داخلية، تبطن القصبة الهوائية للمفصليات بنسيج قشيري ويتم طرحه أثناء الانسلاخ (انسلاخ الحشرات من جلودها)

## الهندسة الحيوية والجراحة الترقيعية
في عام 2008، تلقت امرأة كولومبية تدعى كلوديا كاستيلو (30) عملية زرع قصبة هوائية باستخدام خلايا جذعية خاصة بها.
بين عامي 2011 و 2014، قام باولو ماكياريني من مستشفى جامعة كارولينسكا بثماني عمليات قام فيها بتخليق قصبة هوائية اصطناعية من الخلايا الجذعية للشخص. أربعة منهم في كارولينسكا وثلاثة في روسيا وواحد في إلينوي. في يناير 2016 بثت محطة التلفزيون السويدية «تلفزيون سيفريجس» فيلم وثائقي من ثلاثة أجزاء عن ماكياريني تشير إلى أن ماكياريني لم يحصل على موافقة مستنيرة من هؤلاء الناس، والذين مات ستة منهم. كان ماكياريني «محبب لدى وسائل الإعلام» وكان ينظر إليه على أنه رائد في هذا المجال. في فبراير 2016، أعلنت كارولينسكا أنها لن تجدد عقدها معه عندما تنتهي مدته في نوفمبر 2016، وأنها ستفتح تحقيقاً في أعمال ماكياريني ومنشوراته.
تم اختبار عدة طرق من الهندسة الحيوية لإصلاح واستبدال القصبة الهوائية، وهو ما يشير إلى صعوبات غير عادية في عملية الزرع الناجحة المستحقة. ذكرت مقالة عام 2016 الصعوبات الهائلة في إعادة تشكيل الأوعية الدموية كتحدٍ كبير لأي شكل من أشكال استبدال القصبة الهوائية. لاحظت الدراسة أيضًا أنه على رأس إشكالية إعادة التوعية الدموية، لا يوجد دليل على أن استخدام الخلايا الجذعية لنخاع العظم على القصبة الهوائية البدائية عديمة الخلايا أو السقالات الاصطناعية سيحرض تجديد أنسجة مجرى الهواء، وتبقى هذه الطريقة افتراضية.

## صور إضافية

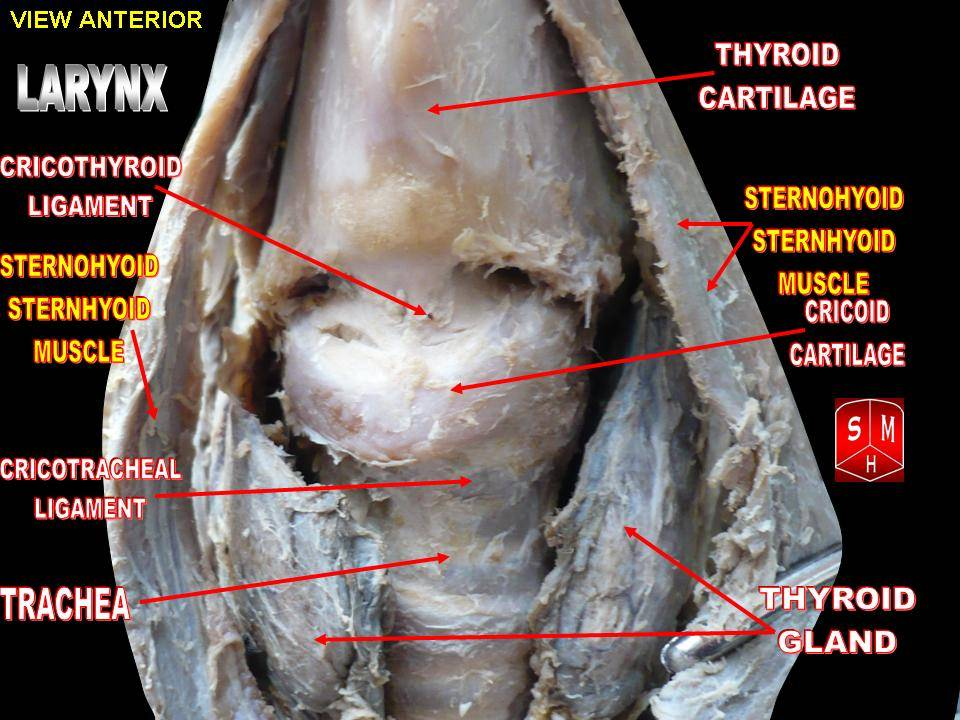
قصبة هوائية.
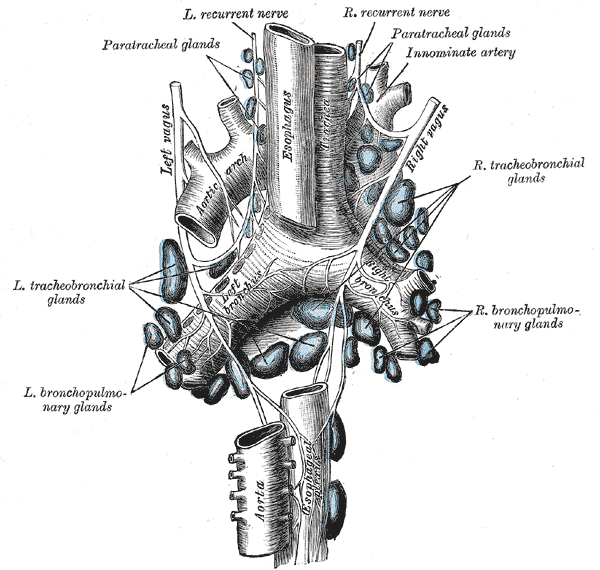
الغدد الليمفاوية الرئوية.
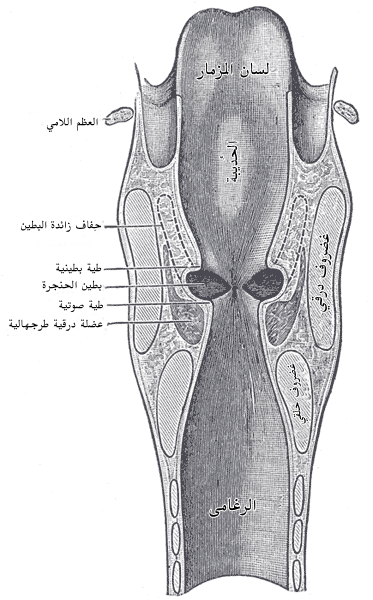
مقطع إكليلي من الحنجرة والجزء العلوي من القصبة الهوائية.
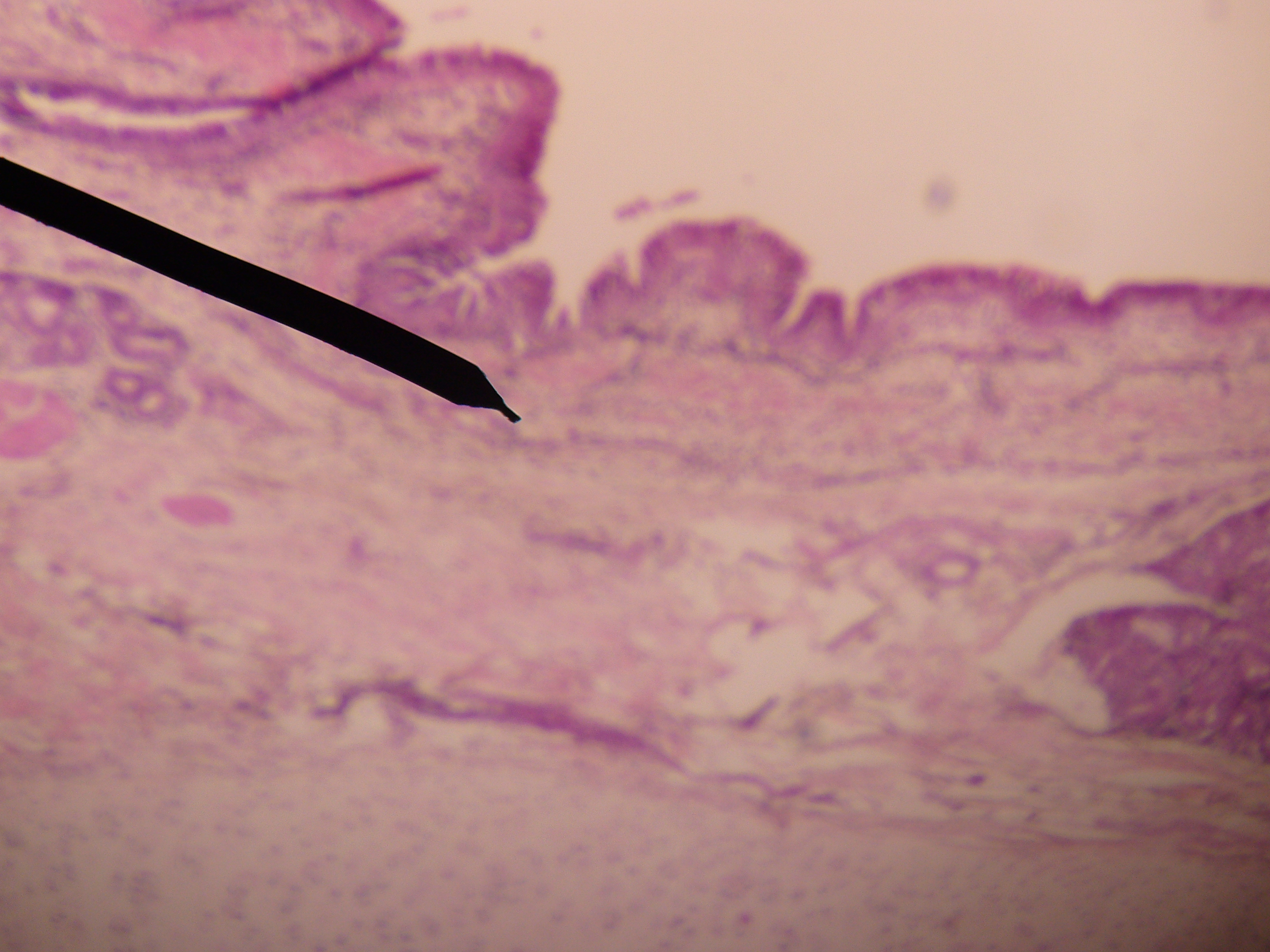
مقطع عرضي مجهري للقصبة الهوائية للإنسان.
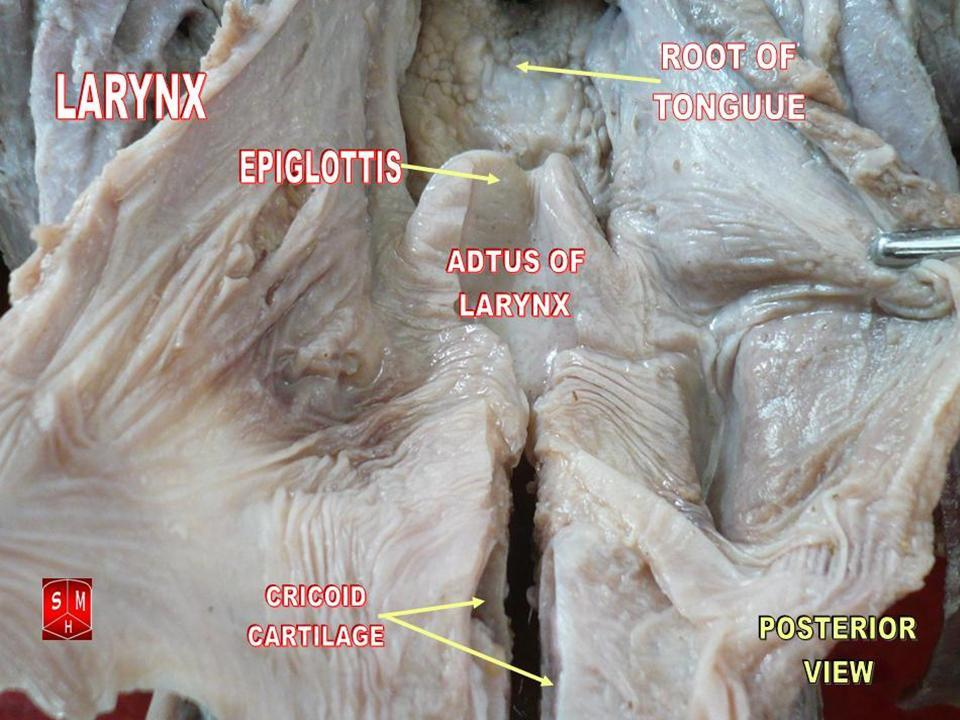
الحنجرة تساعد في مرور الهواء.